# Edith van Dijk

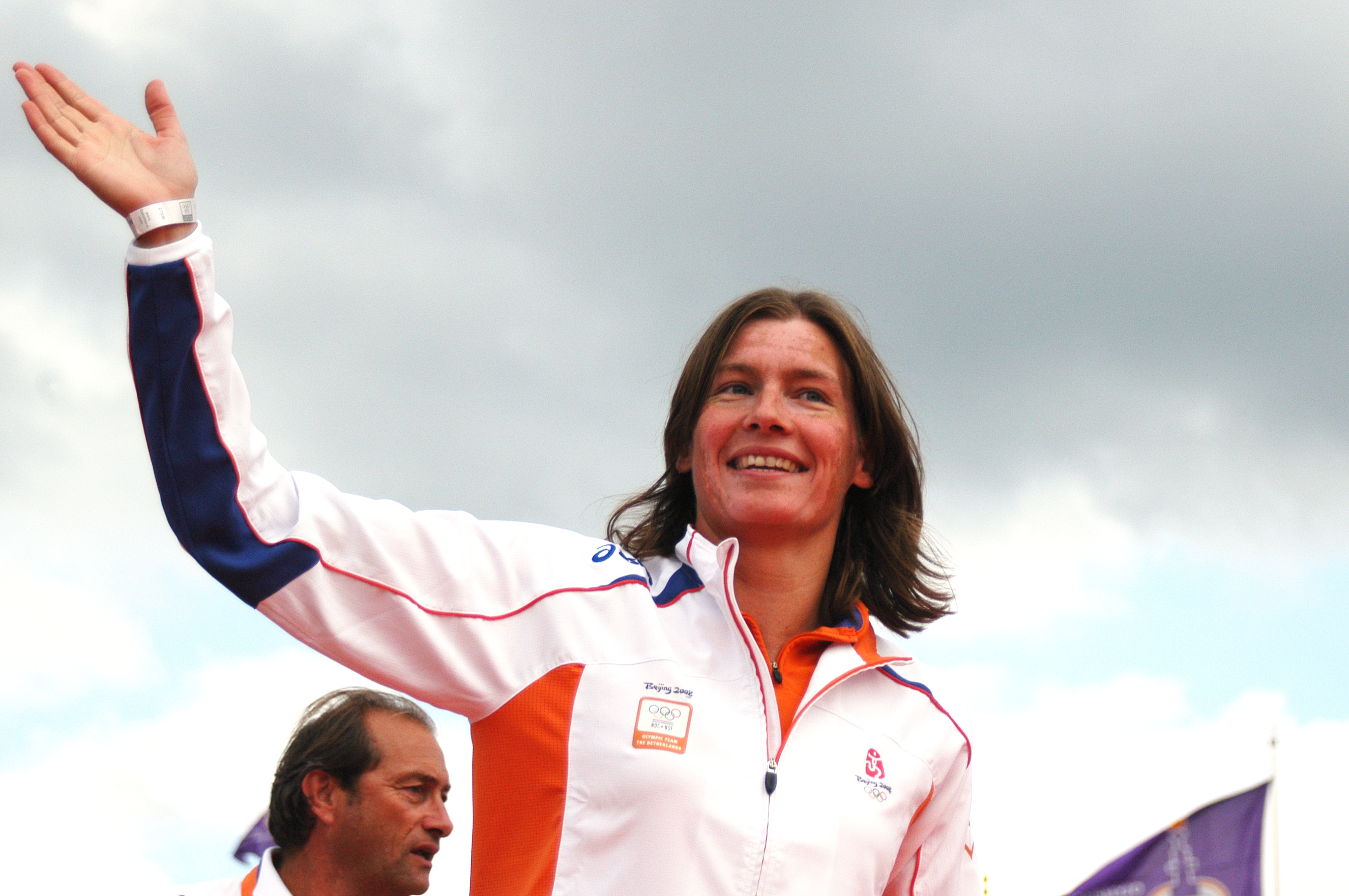
Edith van Dijk 2008

Everdina „Edith“ van Dijk (* 6. April 1973 in Haastrecht) ist eine niederländische Langstreckenschwimmerin.
Mit sechs Titeln bei Freiwasserweltmeisterschaften ist sie erfolgreichster niederländischer Teilnehmer aller Zeiten. Bei den Olympischen Spielen 2008 belegte sie bei der Premiere über die 10-Kilometer-Strecke den 14. Platz.
Edith van Dijk wurde 2005 die erste Freiwasserschwimmerin des Jahres.